# مراد علي مراد
مراد علي مراد هو سياسي أفغاني.